# Park Narodowy Lihué Calel
Park Narodowy Lihué Calel (hiszp. Parque nacional Lihué Calel) – park narodowy w Argentynie położony w departamencie Lihué Calel w południowej części prowincji La Pampa. Utworzony został 31 maja 1976 roku. Zajmuje obszar 325,14 km².

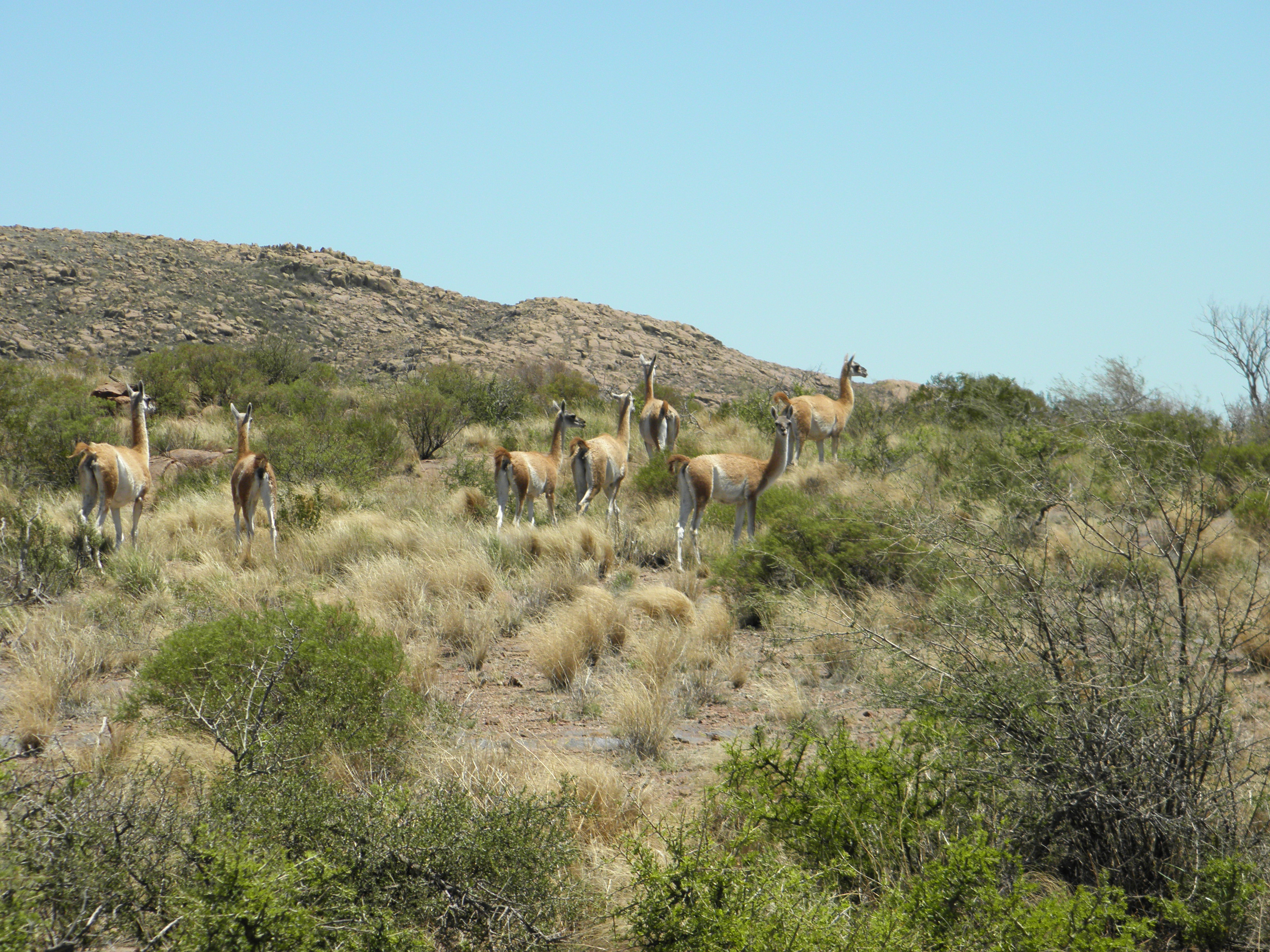
Gwanako andyjskie

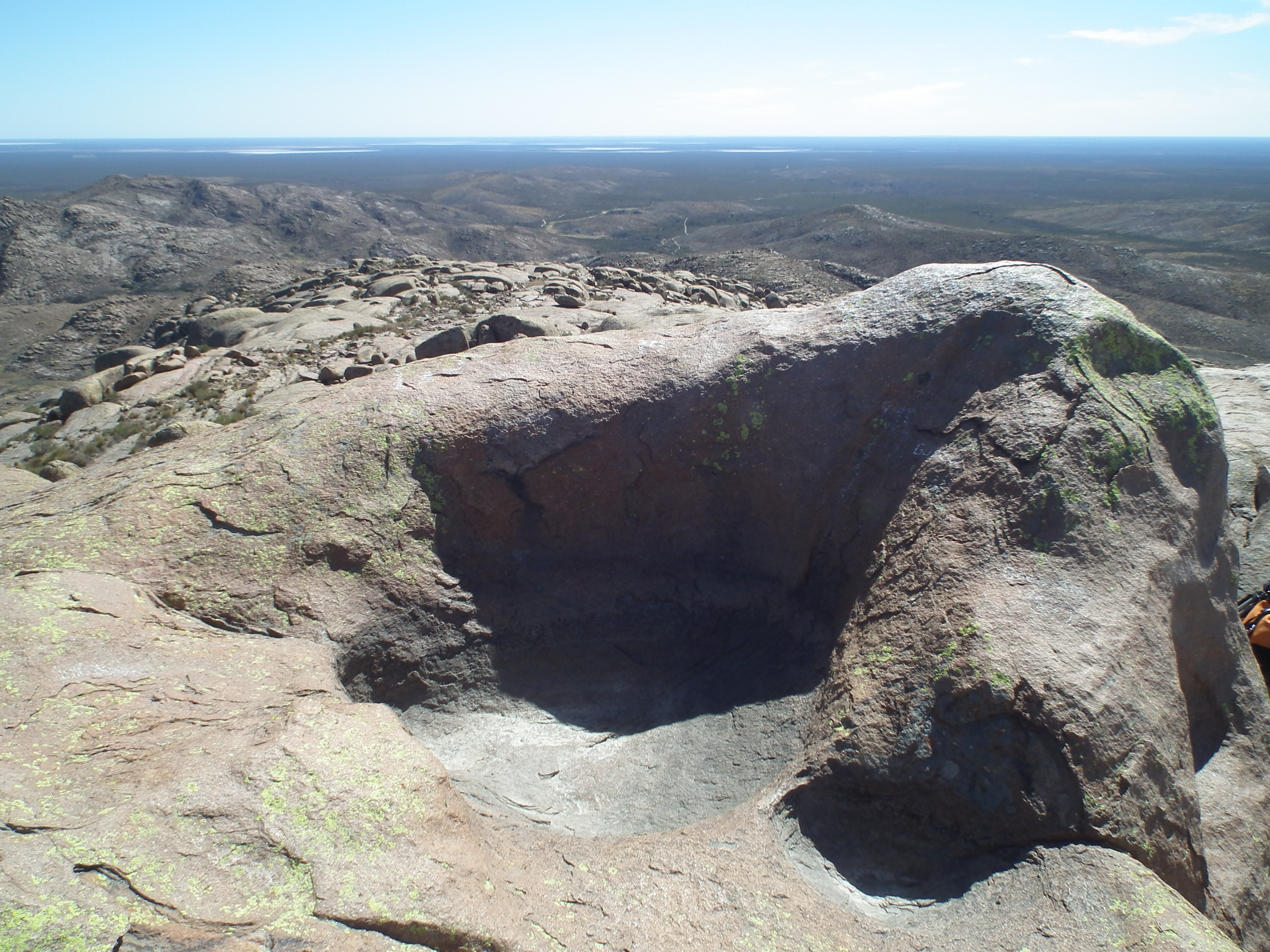

## Opis
Park obejmuje otoczone stepem pasmo górskie Lihué Calel. Jest to niewysokie, stare pasmo pochodzenia wulkanicznego (najwyższe wzniesienie ma wysokość 589 m n.p.m.). Góry mają zaokrąglone kształty, w najwyższych partiach są pozbawione roślinności. Park w całości leży na terenie ekoregionu Monte de Llanuras y Mesetas.
Klimat suchy. Średnie temperatury wynoszą około 7 °C zimą i 24 °C latem. Rocznie pada około 400 mm deszczu.

## Flora
W parku rosną m.in.: Prosopis caldenia, Prosopis flexuosa, Jodina rhombifolia, uboczki z gatunków: Larrea divaricata, Larrea cuneifolia, Larrea nitida, a także Prosopis alpataco, Monthea aphylla, Schinus fasciculatus, Cercidium praecox, Disaria longispina, Ximenia americana, Cylindropuntia tunicata i Trichocereus candicans.
Rzadziej spotykane są: gailardia z gatunku Gaillardia cabrerae, Adesmia lihuelensis czy Brachystele dilatata z rodzaju Brachystele.

## Fauna
Z ssaków w parku żyją m.in.: puma płowa, jaguarundi amerykański, Lynchailurus pajeros, ocelot argentyński, opośnik patagoński, puklerzniczek karłowaty, bolomyszka ciemna, skunksowiec patagoński z podgatunku C. h. castaneus, nibylis argentyński, nibylis pampasowy, grizon mniejszy, gwanako andyjskie.
Z gatunków zagrożonych wyginięciem żyje tu m.in.: wiskaczoszczur czerwonawy i mara patagońska.
W parku występuje około 150 gatunków ptaków. Do rzadko spotykanych lub zagrożonych wyginięciem należą m.in.: urubitinga czubata, wdowik argentyński, koszykarek patagoński, kardynałka, kusacz Darwina, puszczyk jarzębaty, kamionek białogardły.
Park zamieszkuje kilka gatunków jaszczurek, takich jak: Homonota whitii z rodzaju Homonota, Teius teyou, Tupinambis rufescens i Tupinambis meridionae. Żyje tu kilka gatunków węży, takich jak: żararaka z gatunku Bothrops neuwiedi, żararaka urutu i Xenodon dorbignyi z rodzaju Xenodon. Płazy tu występujące to m.in.: Pleurodema nebulosum, aga i Odontophrynus occidentalis z rodzaju Odontophrynus.